# Sanilhac (Ardèche)
Pour les articles homonymes, voir Sanilhac.
Sanilhac [sanijak] est une commune française, située dans le département de l'Ardèche en région Auvergne-Rhône-Alpes.
Ses habitants sont appelés les Sanilhacains.

## Géographie

### Situation et description
Sanilhac est une petite commune à l'aspect essentiellement rural rattachée à la communauté de communes Val de Ligne, situé dans la partie méridionale du département de l'Ardèche.

### Communes limitrophes
Sanilhac est limitrophe de dix communes, toutes situées dans le département de l'Ardèche, et réparties géographiquement de la manière suivante :

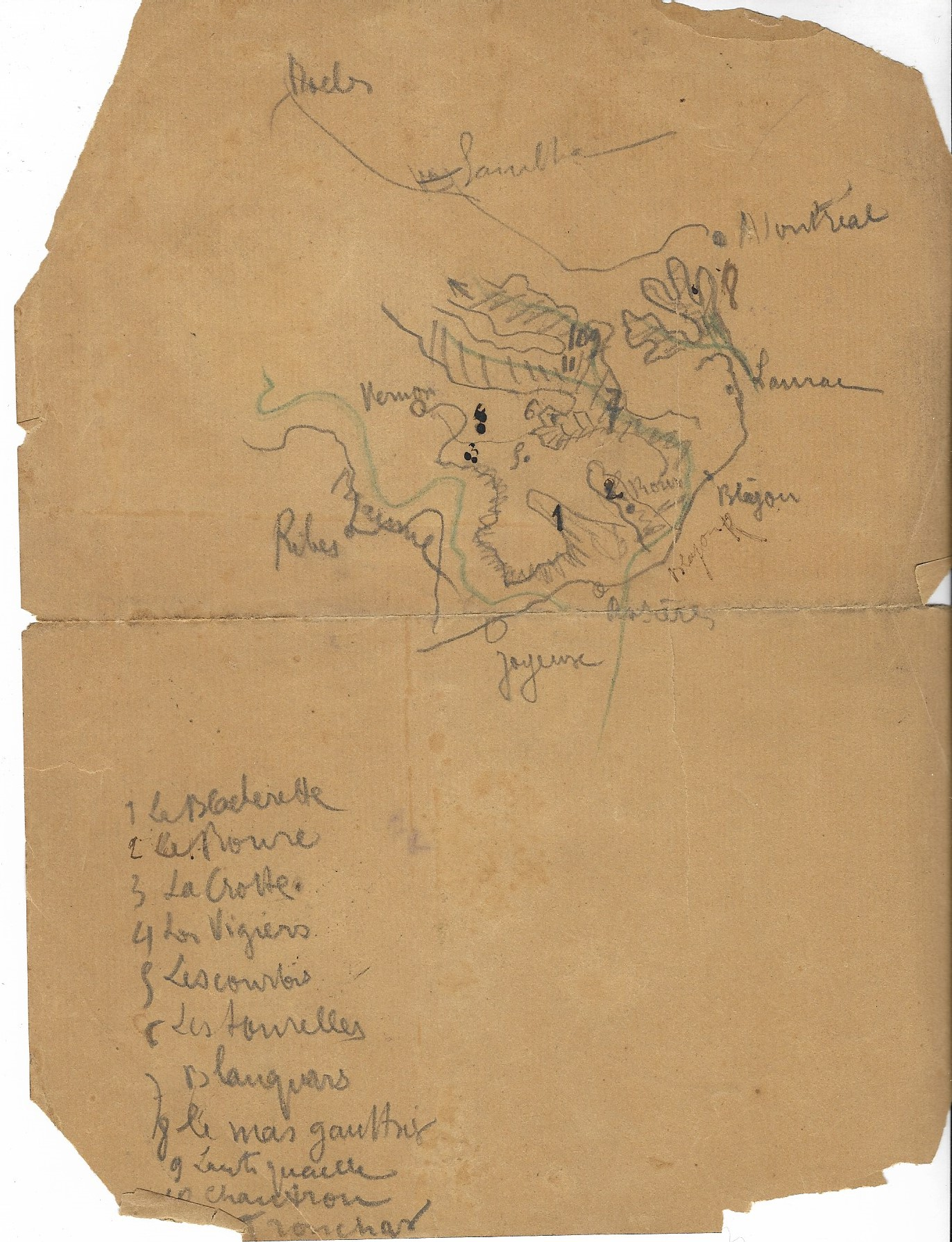

### Climat
Pour des articles plus généraux, voir Climat d'Auvergne-Rhône-Alpes et Climat de l'Ardèche.
En 2010, le climat de la commune est de type climat méditerranéen franc, selon une étude du CNRS s'appuyant sur une série de données couvrant la période 1971-2000. En 2020, Météo-France publie une typologie des climats de la France métropolitaine dans laquelle la commune est exposée à un climat de montagne ou de marges de montagne et est dans la région climatique  Provence, Languedoc-Roussillon, caractérisée par une pluviométrie faible en été, un très bon ensoleillement (2 600 h/an), un été chaud (21,5 °C), un air très sec en été, sec en toutes saisons, des vents forts (fréquence de 40 à 50 % de vents > 5 m/s) et peu de brouillards. 
Pour la période 1971-2000, la température annuelle moyenne est de 11,9 °C, avec une amplitude thermique annuelle de 16,7 °C. Le cumul annuel moyen de précipitations est de 1 179 mm, avec 8 jours de précipitations en janvier et 4,6 jours en juillet. Pour la période 1991-2020, la température moyenne annuelle observée sur la station météorologique de Météo-France la plus proche, « Croix Millet », sur la commune de Prunet à 7 km à vol d'oiseau, est de 11,6 °C et le cumul annuel moyen de précipitations est de 1 590,2 mm,. Pour l'avenir, les paramètres climatiques de la commune estimés pour 2050 selon différents scénarios d'émission de gaz à effet de serre sont consultables sur un site dédié publié par Météo-France en novembre 2022.

### Hydrographie
Le territoire communal est longé par la Baume et son principal affluent la Drobie.

### Voies de communication
Le territoire communal est essentiellement traversé par la route départementale 312 (RD312).

## Urbanisme

### Typologie
Au 1er janvier 2024, Sanilhac est catégorisée commune rurale à habitat dispersé, selon la nouvelle grille communale de densité à 7 niveaux définie par l'Insee en 2022.
Elle est située hors unité urbaine. Par ailleurs la commune fait partie de l'aire d'attraction d'Aubenas, dont elle est une commune de la couronne,. Cette aire, qui regroupe 68 communes, est catégorisée dans les aires de 50 000 à moins de 200 000 habitants,.

### Occupation des sols
L'occupation des sols de la commune, telle qu'elle ressort de la base de données européenne d’occupation biophysique des sols Corine Land Cover (CLC), est marquée par l'importance des forêts et milieux semi-naturels (81,3 % en 2018), une proportion identique à celle de 1990 (81,3 %). La répartition détaillée en 2018 est la suivante : 
forêts (78,4 %), prairies (17,3 %), milieux à végétation arbustive et/ou herbacée (2,9 %), zones agricoles hétérogènes (1,4 %).
L'évolution de l’occupation des sols de la commune et de ses infrastructures peut être observée sur les différentes représentations cartographiques du territoire : la carte de Cassini (XVIIIe siècle), la carte d'état-major (1820-1866) et les cartes ou photos aériennes de l'IGN pour la période actuelle (1950 à aujourd'hui).

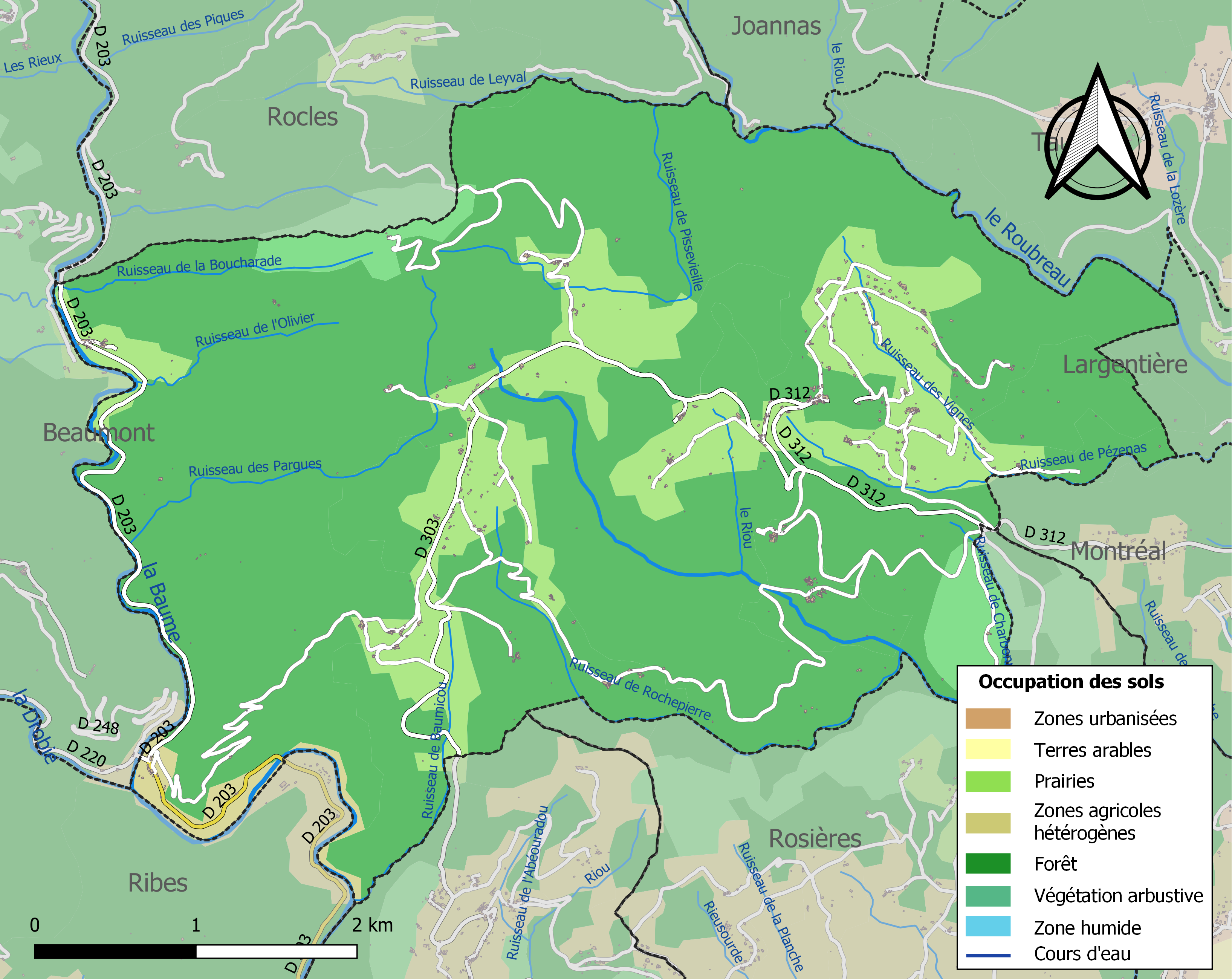
Carte des infrastructures et de l'occupation des sols de la commune en 2018 (CLC).

### Risques naturels

#### Risques sismiques
L'ensemble du territoire de la commune de Sanilhac est situé en zone de sismicité no 2 dite faible (sur une échelle de 5), comme la plupart des communes situées sur le plateau et la montagne ardéchoise, mais cependant en limite de la zone de sismicité no 3, dite modérée, située plus à l'est et correspondant la vallée du Rhône.
| Type de zone | Niveau           | Définitions (bâtiment à risque normal) |
| ------------ | ---------------- | -------------------------------------- |
| Zone 2       | Sismicité faible | accélération = 1,1 m/s2                |

## Histoire
La famille Montbrison a jusqu'à la Révolution occupé les châteaux de Brison, l'ancien correspondant au site de la tour de Brison, abandonné à partir du XVIIe siècle pour un nouveau bâtiment qui fut détruit en partie par les révolutionnaires puis par les occupants allemands en 1944.
Joachim de Beauvoir du Roure dit le « Brave Brison » fut un éminent représentant des huguenots du bas-Vivarais dans la seconde moitié du XVIe siècle.
Le 21 avril 1944, des otages sont fusillés par l'occupant près de la Chapellette, en représailles , au plan de la Tour,.

## Politique et administration

### Liste des maires
| Période                                  | Période                     | Identité                    | Étiquette | Qualité  |
| ---------------------------------------- | --------------------------- | --------------------------- | --------- | -------- |
| Les données manquantes sont à compléter. |                             |                             |           |          |
|                                          | 1808                        | Jean Pierre Bastide         |           |          |
| 1808                                     | 1817                        | Jean Louis Guigon           |           | Notaire  |
| 1817                                     | 1831                        | Joseph Louis Bernard Guigon |           | Notaire  |
| 1831                                     | 1865                        | André Rogier                |           |          |
| 1865                                     | 1867                        | Joseph Louis Adrien Guigon  |           | Notaire  |
| 1867                                     | 1870                        | Marcellin Rogier            |           |          |
| 1870                                     | 1897                        | Joseph Louis Guigon         |           | Notaire  |
| 1897                                     | 1912                        | Adrien Massot               |           |          |
| 1912                                     | 1925                        | Auguste Vedel               |           |          |
| 1925                                     | 1929                        | Paul Rieu                   |           |          |
| 1929                                     |                             | Albert Rogier               |           |          |
| 1990                                     | mars 2014                   | Jean Chabert                | DVD       |          |
| mars 2014                                | En cours (au 24 avril 2014) | Bernard Boiron              | DVD       | Retraité |

## Population et société

### Démographie
L'évolution du nombre d'habitants est connue à travers les recensements de la population effectués dans la commune depuis 1793. Pour les communes de moins de 10 000 habitants, une enquête de recensement portant sur toute la population est réalisée tous les cinq ans, les populations de référence des années intermédiaires étant quant à elles estimées par interpolation ou extrapolation. Pour la commune, le premier recensement exhaustif entrant dans le cadre du nouveau dispositif a été réalisé en 2008.

En 2022, la commune comptait 444 habitants, en évolution de −0,89 % par rapport à 2016 (Ardèche : +2,48 %, France hors Mayotte : +2,11 %).
| 1793  | 1800  | 1806  | 1821  | 1831  | 1836  | 1841  | 1846  | 1851  |
| ----- | ----- | ----- | ----- | ----- | ----- | ----- | ----- | ----- |
| 1 080 | 1 149 | 1 286 | 1 364 | 1 440 | 1 552 | 1 632 | 1 684 | 1 739 |

| 1856  | 1861  | 1866  | 1872  | 1876  | 1881  | 1886 | 1891 | 1896 |
| ----- | ----- | ----- | ----- | ----- | ----- | ---- | ---- | ---- |
| 1 663 | 1 452 | 1 335 | 1 143 | 1 138 | 1 015 | 989  | 972  | 937  |

| 1901 | 1906 | 1911 | 1921 | 1926 | 1931 | 1936 | 1946 | 1954 |
| ---- | ---- | ---- | ---- | ---- | ---- | ---- | ---- | ---- |
| 877  | 814  | 768  | 608  | 602  | 538  | 503  | 447  | 358  |

| 1962 | 1968 | 1975 | 1982 | 1990 | 1999 | 2006 | 2008 | 2013 |
| ---- | ---- | ---- | ---- | ---- | ---- | ---- | ---- | ---- |
| 314  | 277  | 243  | 291  | 343  | 346  | 374  | 382  | 445  |

| 2018 | 2022 | - | - | - | - | - | - | - |
| ---- | ---- | - | - | - | - | - | - | - |
| 444  | 444  | - | - | - | - | - | - | - |

### Enseignement
La commune est rattachée à l'académie de Grenoble.

### Médias
La commune est située dans la zone de distribution de deux organes de la presse écrite :
- L'Hebdo de l'Ardèche

Il s'agit d'un journal hebdomadaire français basé à Valence et couvrant l'actualité de tout le département de l'Ardèche.
- Le Dauphiné libéré

Il s'agit d'un journal quotidien de la presse écrite française régionale distribué dans la plupart des départements de l'ancienne région Rhône-Alpes, notamment l'Ardèche. La commune est située dans la zone d'édition d'Aubenas, Privas et la Vallée du Rhône.
Ici Drôme Ardèche est la radio publique locale couvrant le territoire de la commune et de l’ensemble du département.

### Cultes
La communauté catholique et l'église (propriété de la commune) sont rattachées à la paroisse de Saint Joseph en Pays de Ligne, elle-même rattachée au diocèse de Viviers.

## Culture locale et patrimoine

### Lieux et monuments
- Église Saint-Pierre de Sanilhac.
- Chapelle Notre-Dame-des-Sept-Douleurs de la Chapelette.
- Tour de Brison.
- Château de Brison ; datant du XVIIIe siècle, pillé à la Révolution, et incendié par les Allemands en 1944. Il reste aujourd'hui une imposante ruine du château, envahi de ronces.
- Château de Versas.
- Monument aux fusillés de 1944  à La Chapellette.

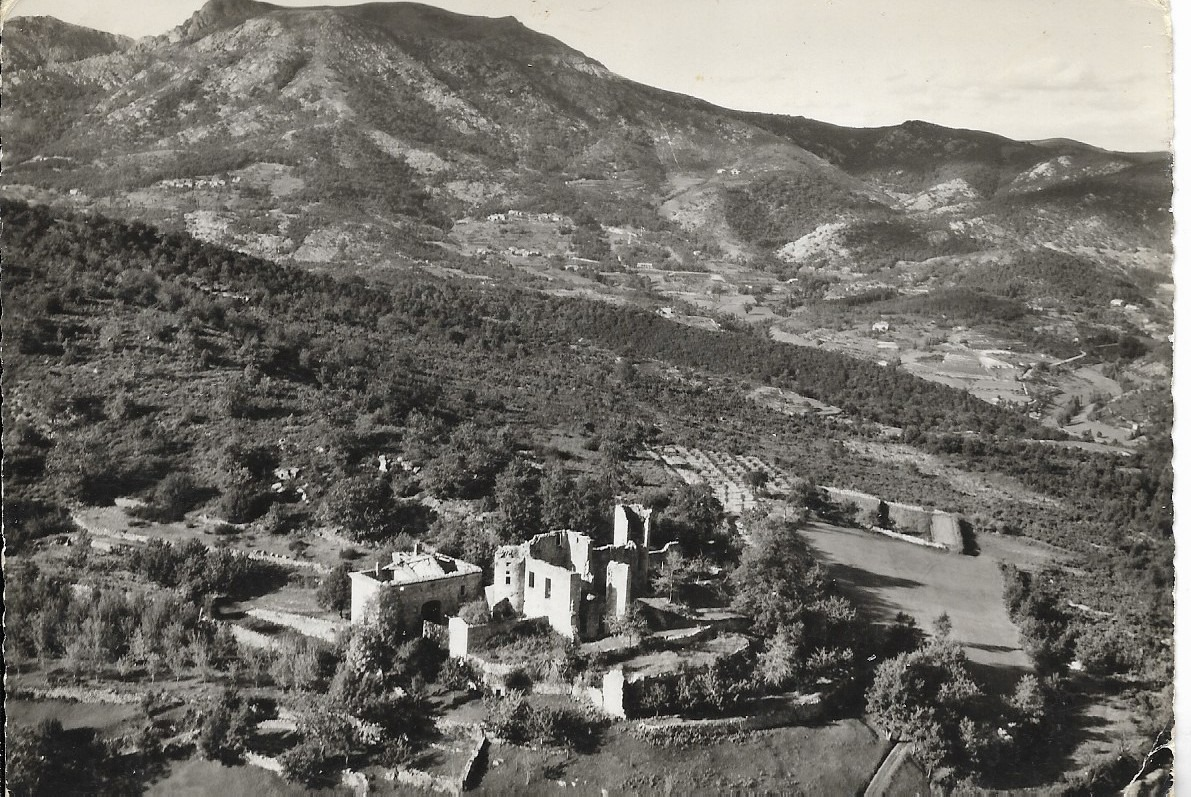
Château de Brison
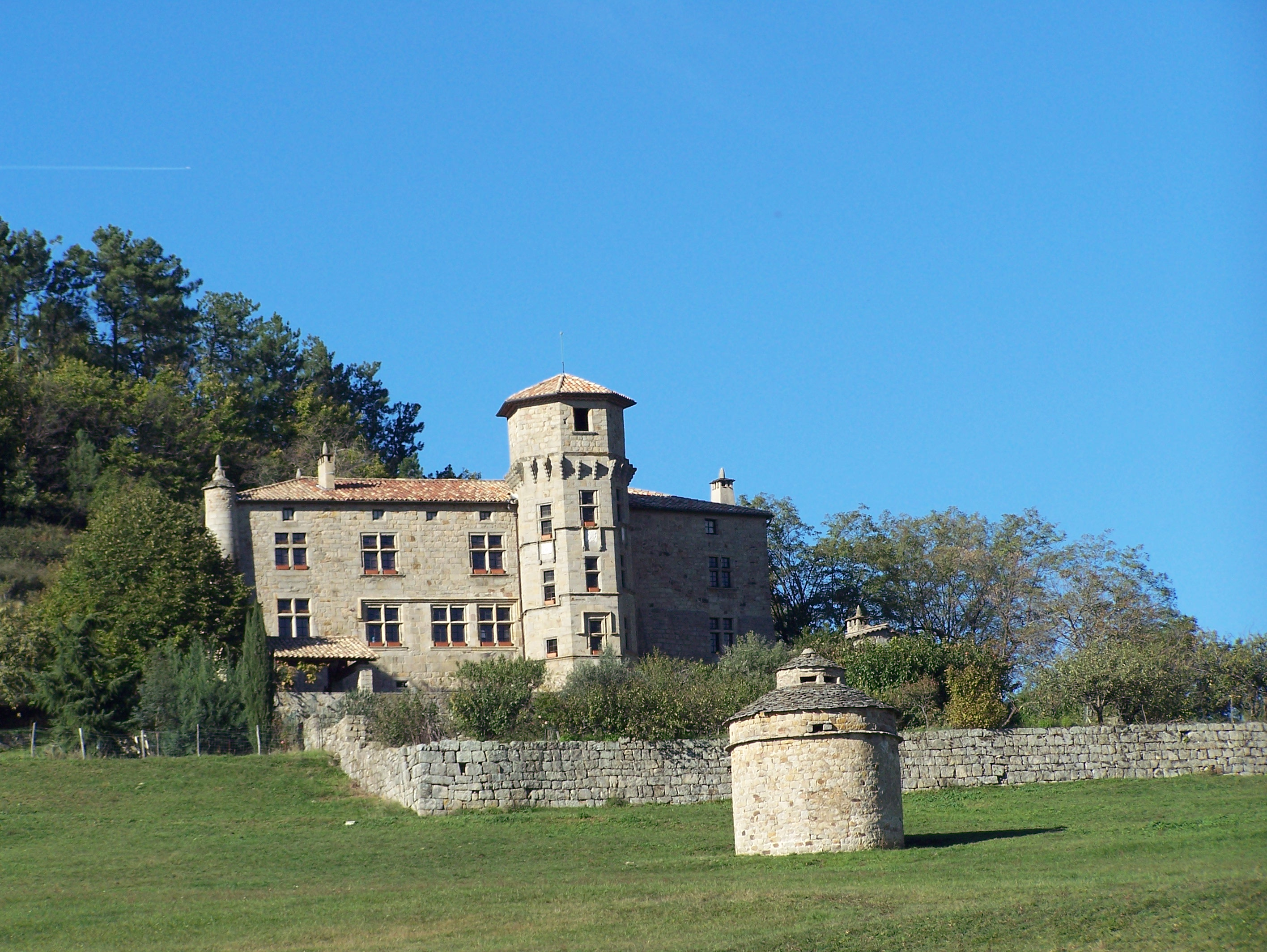
Château de Versas.
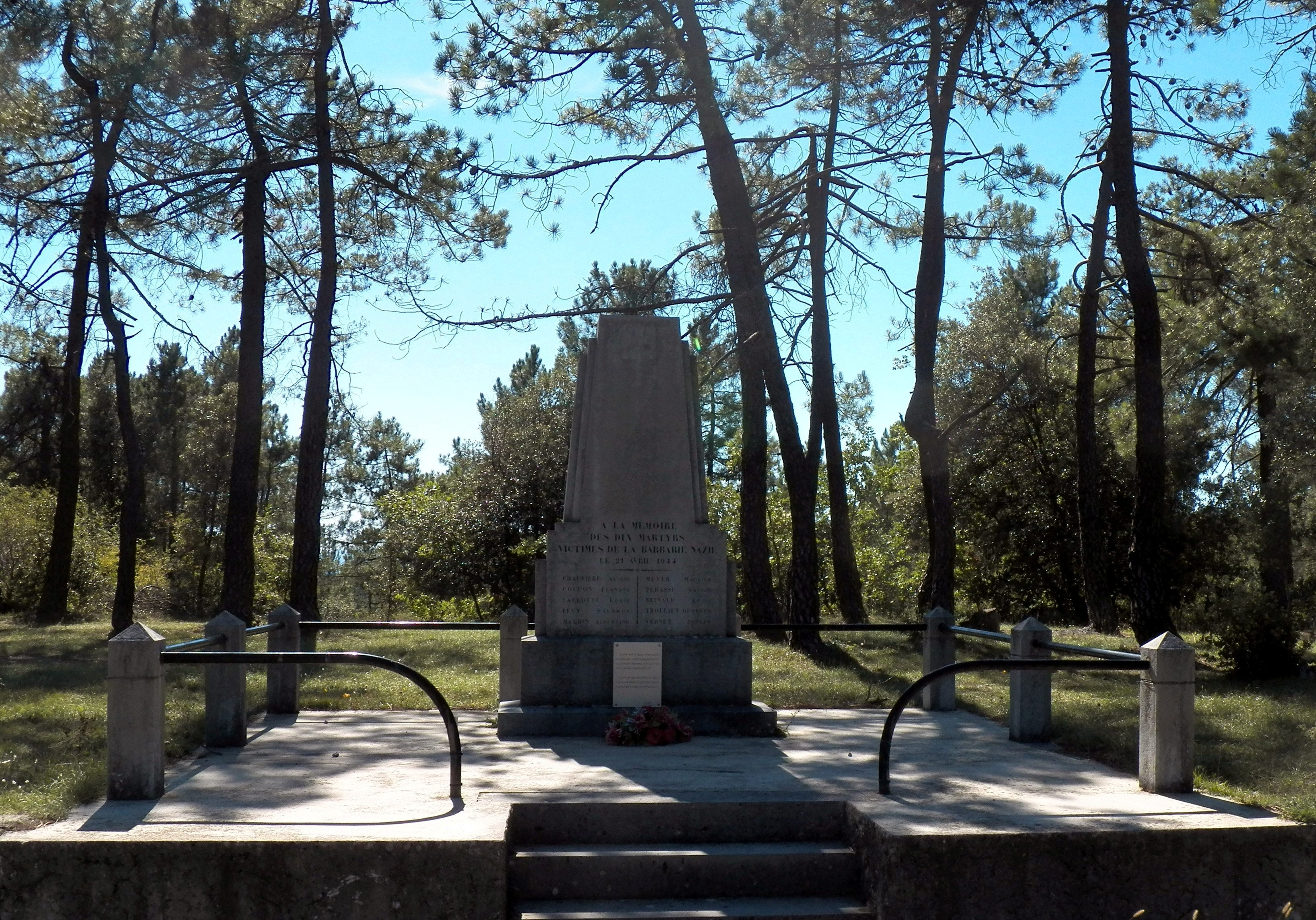
Monument aux fusillés.
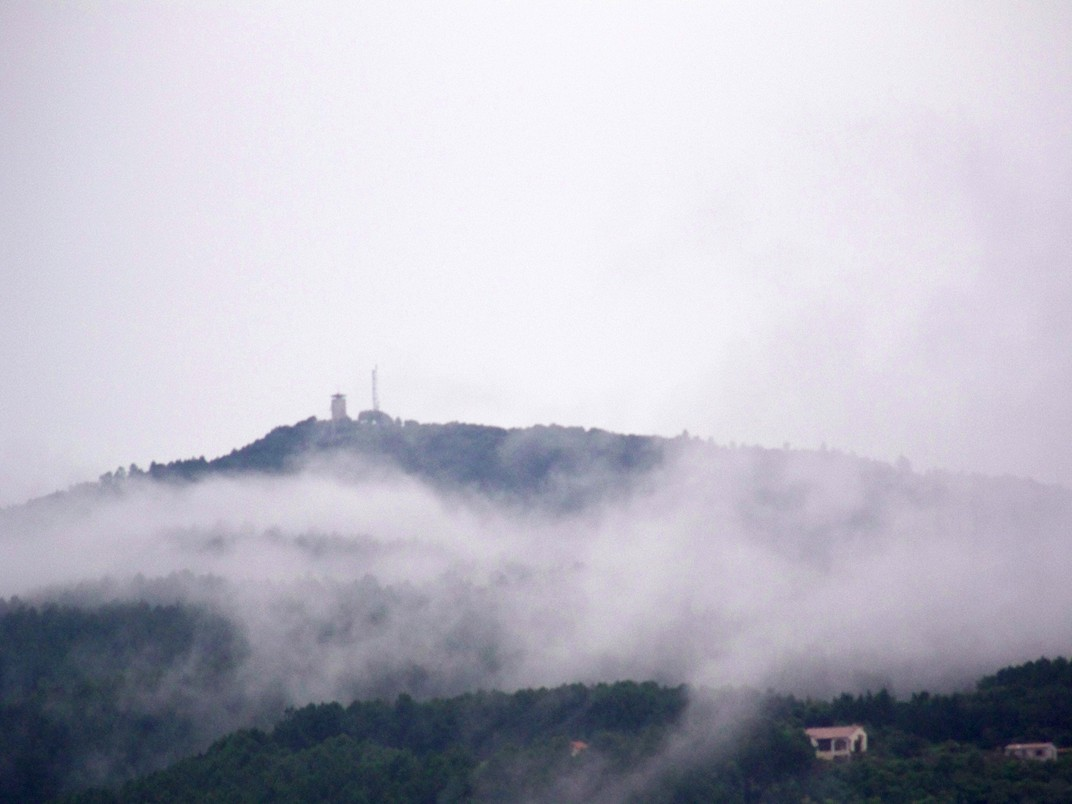
La tour domine les vallées environnantes.

### Personnalités liées à la commune
- Joachim de Beauvoir du Roure : le « Brave Brison » , descendant de la Famille des Grimoard du Roure[24].
- Antonin Jaussen